# 魔錘形鯰
魔錘形鯰，為輻鰭魚綱鯰形目毛鼻鯰科的其中一種，為熱帶淡水魚，分布於南美洲亞馬遜河流域，本魚棲息在底層水域，體長可達6.3公分，生活習性不明。